# Castellar del Vallès
Castellar del Vallès (em catalão e oficialmente) ou Castellar del Vallés (em castelhano) é um município da Espanha, na comarca do Vallès Occidental, província de Barcelona, comunidade autónoma da Catalunha. Tem 44,9 km² de área e em 2021 tinha 24 659 habitantes (densidade: 549,2 hab./km²).